# レンタルショーケース
レンタルショーケース (Rental Showcase ) とは、店がテナントに売り場としてのショーケースのスペースを賃貸するサービスである。レンタルボックス、レンタル棚、箱貸し、小箱ショップとも呼ばれる。

## 概要
委託販売の一種であり、店がスペースを貸し出してテナント (店子) はそこに売り物を展示し、店側に賃貸料や売り上げ手数料を支払うシステムである。
生もの、食品、わいせつ商品、ポルノ関連商品および、温度調節を必要とする物品の販売、展示、出品は出来ない事が多い。インターネットオークションへの出品代行サービスを行う業者も存在する。

## 分類
アート作品や手作り雑貨、趣味の物品、本など様々なものに利用されている。ここでは「アート系」と「ホビー系」に別けて記す。

### アート系
2000年に西荻窪で開店した、ミュージシャンの石川浩司プロデュース店舗「ニヒル牛」がその先駆けとされる。2018年現在は渋谷や代官山、下北沢に多く見られる。
アート作品、手作り雑貨（手芸・工芸）、アクセサリー、アンティークなどを展示販売するギャラリースペースである。商品を展示するショーケースは、店舗により異なり、ガラスケースや木製の棚などが使用される。

### ホビー系
2001年頃から、秋葉原、中野ブロードウェイなどで始まった。秋葉原のボークスのレンタルショーケースは2001年10月から営業を開始した。その後、2003年に秋葉原のアストップなどが続き、秋葉原を中心に広まった。
玩具やフィギュア、模型、トレーディングカードなどを扱うホビーショップなどが店舗内にて開設している事が多い。売り物は古物に限定されず、ショーケースの大きさから、フィギュア、食玩、カプセルトイ、プライズ、トレーディングカードなどの小物、玩具全般、キャラクターグッズ、アイドルグッズ、無線機などが中心である。ホビー系の利用者は、不要になったコレクションや大量購入時のダブり（大人買い参照）の売却目的で利用する事が多い。また、転売屋による高値での転売行為も散見される。
商品を展示するショーケースは、通常、縦長のガラスケースや、3段から5段程度のアクリルケースが使用される。賃貸料は、目線の高さ程度の見栄えの良い位置のスペースほど高く設定され、最下段のスペースは、低めの価格に設定される。売り上げが極めて少ない場合、倉庫・トランクルーム代わりの利用と判断され、契約破棄されることがある。

## 主な利用手順
1. レンタルショーケース店舗の検索、探索。
2. 空きスペース有無の確認。
3. 利用規約、利用料の確認。
4. 出品リスト、利用申込書への必要事項の記入、銀行口座の確認、捺印。身分証明書の提示。
5. 初回料金の支払い、契約完了。
6. 商品の搬入、ディスプレイ・配置、値札付け (ディスプレイは店側に代行依頼できる場合もある) 。